# Ipomoea holubii
Espèce
Classification APG III (2009)
Ipomoea holubii est une espèce de plantes vivaces et succulentes du genre Ipomoea et de la famille des Convolvulaceae originaire des pays de l'Afrique méridionale.
Elle se développe dans des régions allant de la savane à la forêt claire, jusqu'à 1250 mètres d'altitude.

## Description
Ipomoea holubii se présente avec un caudex sous forme de gros bulbe à épiderme lisse pouvant atteindre 18 cm de diamètre. Au naturel, ce bulbe est enterré ou semi-enterré pour être protégé du soleil brulant.
Au sommet du bulbe poussent des tiges souples portant des fleurs bleues ou roses durant seulement une journée. Ces tiges sont caduques. Selon le terrain, elles sont rampantes ou grimpantes pouvant atteindre 2,5 mètres .

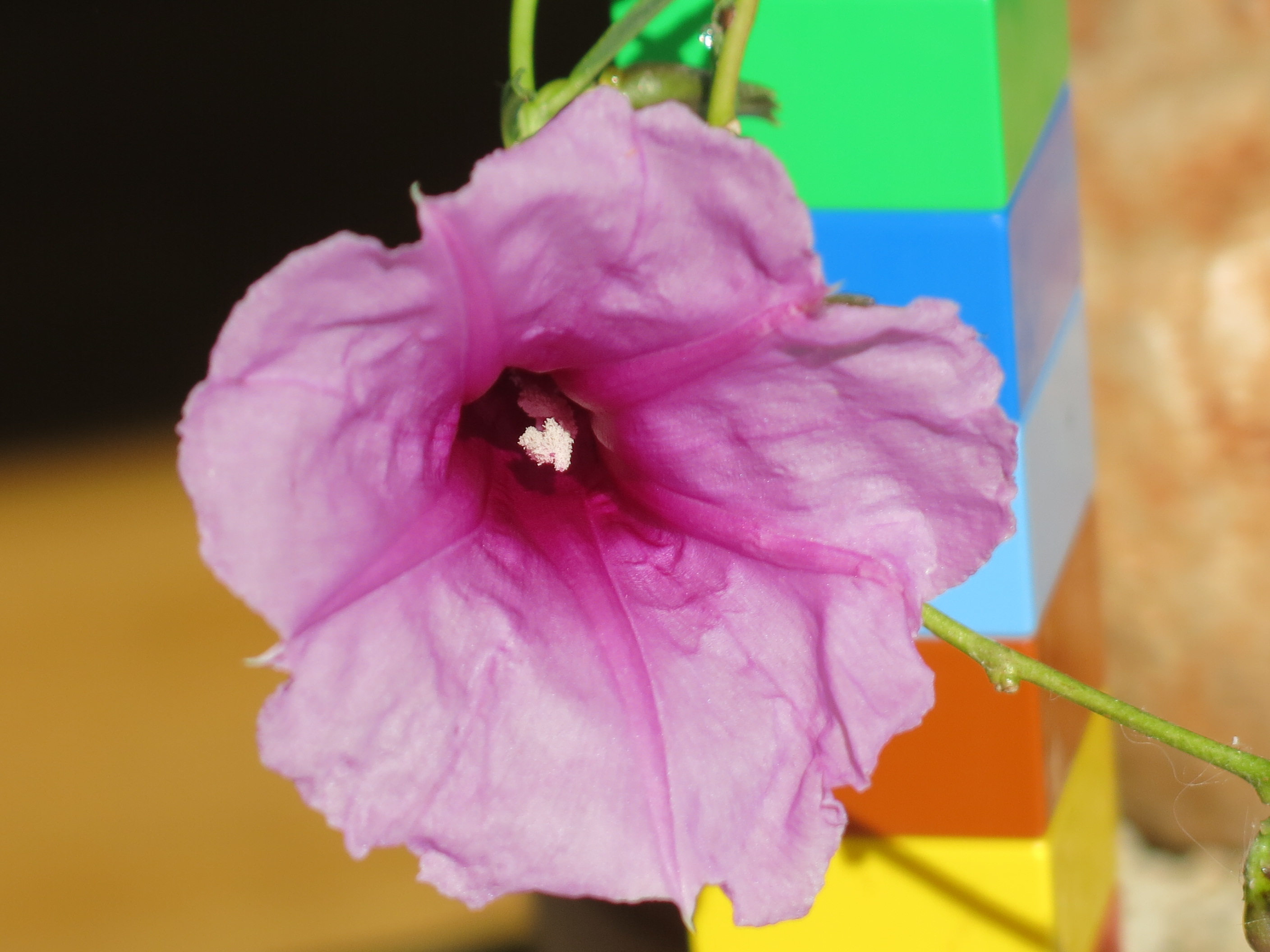
Fleur

## Mode de culture
Pour réduire le risque de pourriture, garder le bulbe très esthétique au dessus du sol plutôt que de l'enterrer comme dans son habitat naturel. Mais l'ombrager en cas de soleil intense.
Plante de croissance très lente, été en extérieur avec arrosages réguliers.
Hivernage en serre claire, 6 °C minimum, pas d'arrosage quand les tiges ont fané.
Le sol doit être très drainant.

## Synonymes
- Turbina holubii (Baker) A.Meeuse 1958

## Espèces proches
Ipomoea holubii est souvent confondu avec Ipomoea bolusiana. Celle ci s'en différencie par des feuilles fines semblables à des aiguilles, alors que celles d'I. holubii sont plus larges.

## Sources
- (en) http://www.cactus-art.biz/schede/IPOMOEA/Ipomoea_bolusiana/Ipomoea_bolusii/Ipomoea_bolusiana.htm
- (en) http://www.bihrmann.com/caudiciforms/subs/tur-hol-sub.asp